# 미지의 흰새
"미지의 흰새"는 1992년에 개봉한 대한민국의 영화이다.

## 캐스팅
- 이경심 : 애희 역
- 강석현 : 재민 역
- 허석 : 종수 역
- 이응덕 : 명수 역
- 이남경 : 짱구 역
- 강경아 : 현애 역
- 김정례 : 혜진 역
- 김하림 : 재민아버지 역
- 허진 : 재민어머니 역
- 여한동 : 애희아버지 역
- 김기종 : 혜진아버지 역
- 석인수 : 혜진어머니 역
- 최민금 : 의상실주인 역
- 황인조 : 혜진오빠 역
- 권미혜 : 애희어머니 역 (특별출연)